# Syncolostemon
Syncolostemon  é um gênero botânico da família Lamiaceae

## Espécies
Formado por 15 espécies:
- Syncolostemon argenteus
- Syncolostemon comptonii
- Syncolostemon concinnus
- Syncolostemon cooperi
- Syncolostemon densiflorus
- Syncolostemon dissitiflorus
- Syncolostemon eriocephalus
- Syncolostemon flabellifolius
- Syncolostemon lanceolatus
- Syncolostemon latidens
- Syncolostemon macranthus
- Syncolostemon macrophyllus
- Syncolostemon parviflorus
- Syncolostemon ramulosus
- Syncolostemon rotundifolius